# الحدود الألمانية الهولندية

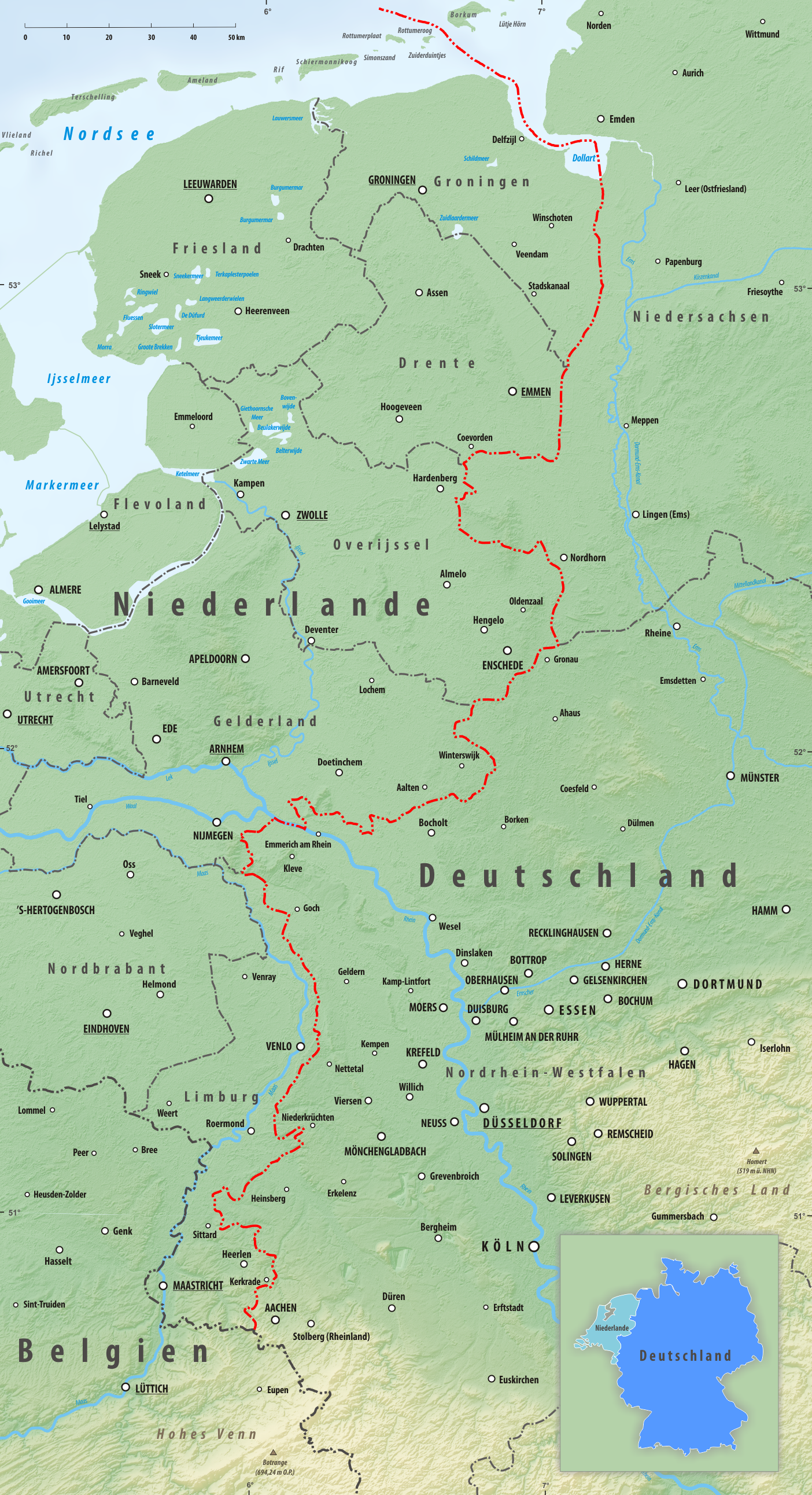
الحدود بين ألمانيا وهولندا

النزاع الحدودي بين ألمانيا وهولندا

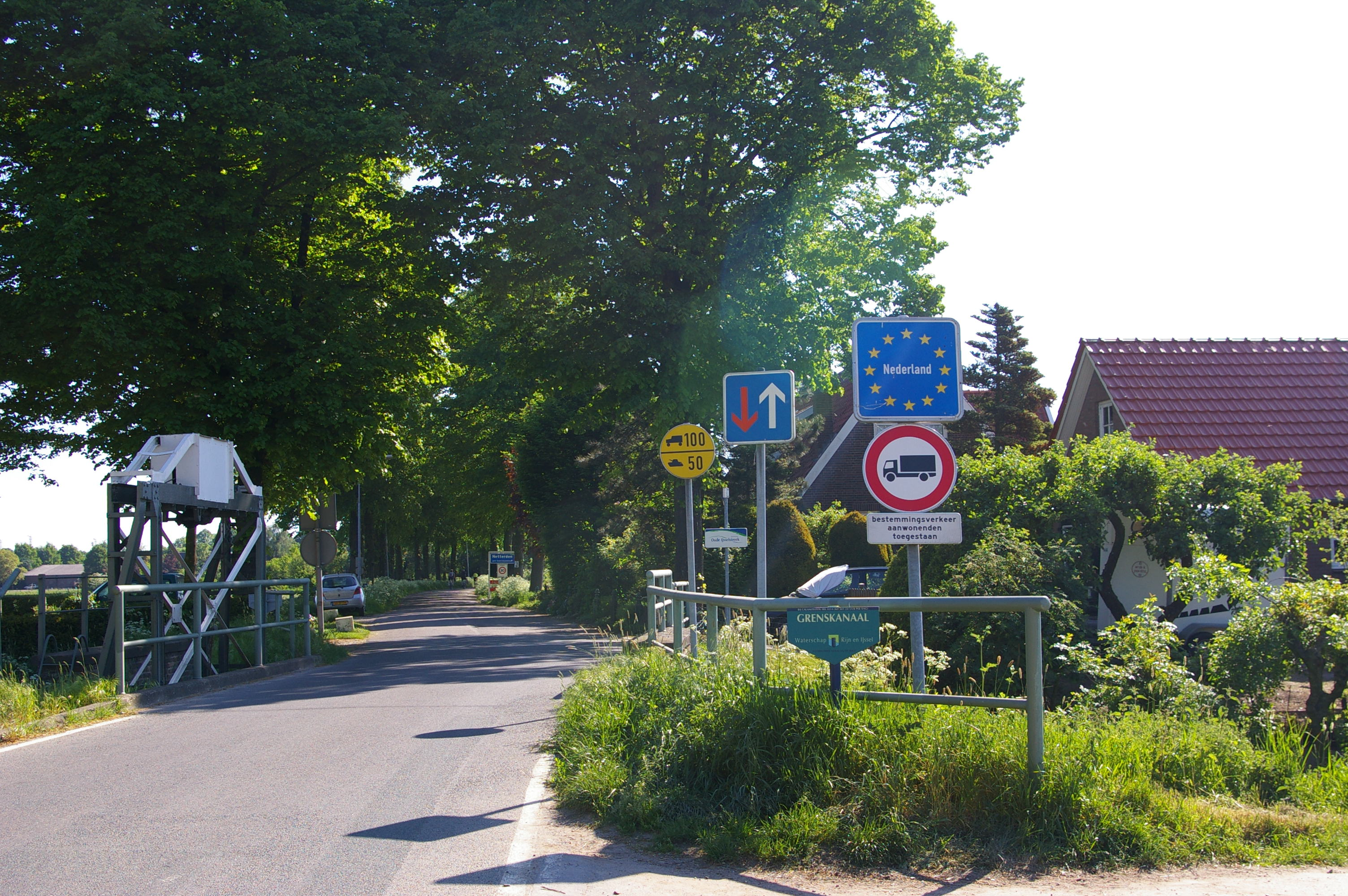
عبور الحدود في نيتيردن

تتكون الحدود الألمانية الهولندية من حدود برية يبلغ طولها 570 كيلومتر (350 ميل) (بما في ذلك الأنهار باستثناء الحدود البحرية في خليج دولارت وخارجه) وحدود بحرية تمتد من الخليج عبر الجزر الفريزية إلى بحر الشمال .

## الحدود البرية
تقع الحدود في الجزء الشمالي الغربي من ألمانيا وشرق هولندا. تمتد الحدود كخط غير منتظم إلى حد ما من شاطئ خليج دولارت الذي يعد جزءًا من مصب نهر إمس في الشمال إلى النقطة الثلاثية بين بلجيكا وألمانيا وهولندا في فالسيربيرج. يبلغ طول الحدود حوالي 570 كم (350 ميل)، على الرغم من أن المسافة المستقيمة بين نقطتي نهاية الحدود هي 288 كم (179 ميل).
تمتد الحدود على بعض الأجزاء من عدة أنهار، بما في ذلك 8 كيلومترات (5.0 ميل) على طول نهر الراين الكبير. يمتد أيضًا لمسافة 100 كيلومتر (62 ميل) على طول نهر الميز. على بعد بضعة كيلومترات إلى الشرق من النهر، قبل مغادرته في الجزء الأخير من الحدود إلى نقطة الحدود الثلاثية التي تقع في فالسيربيرخ على بعد حوالي 3 كم (1.9 ميل) غرب آخن.
الولايات الألمانية التي تشترك في الحدود الدولية مع هولندا هي ساكسونيا السفلى ونورد راين فيستفالن، بينما المقاطعات الهولندية التي تشترك في الحدود مع ألمانيا هي جرونينجن، درينتي، أوفيريجسيل، جيلديرلاند وليمبورغ.

## المعابر الحدودية
يوجد ما لا يقل عن 60 معبراً رسمياً عبر الطرق وستة معابر للسكك الحديدية على الحدود. كلا البلدين جزء من منطقة شنغن والاتحاد الأوروبي، لذلك هناك ضوابط حدودية قليلة جداً أو غير موجودة.
السكك الحديدية العابرة للحدود:
- سكة حديد إيرهوف - نيوفيشانس
- سكة حديد ألميلو - سالزبيرجين
- سكة حديد دورتموند - إنشيده
- سكة حديد أوبرهاوزن - أرنهيم
- سكة حديد فيرسين - فينلو
- سكة حديد سيتارد هيرتسوجينراث

## معاهدات الحدود
الحدود الحديثة اليوم هي نتيجة قرون من المفاوضات والاتفاقيات الحدودية بين الدول والكيانات السياسية الأخرى في المنطقة، مثل مملكة بروسيا ومملكة هانوفر وأقاليم هولندا المتحدة، والتي أصبحت ألمانيا وهولندا في نهاية المطاف. أصبحت الدول الخلف في العصر الحديث. تم تبني العديد من الاتفاقيات والمعاهدات الحدودية التي تم وضعها بين هذه الدول من خلال معاهدات سابقة ولا تزال سارية المفعول حتى اليوم.

### المعاهدات بين بروسيا وهولندا
حددت المعاهدات مع بروسيا إلى حد كبير ونصت على لترسيم حدود الجزء الجنوبي من الحدود بين ألمانيا وهولندا من لوسر جنوبًا إلى فالس . ومن بين الاتفاقيات والمعاهدات:
- وقعت معاهدة بين بريطانيا العظمى والنمسا وبروسيا وروسيا وهولندا في فيينا في 31 مايو 1815. وقعت كجزء من مؤتمر فيينا .
- معاهدات الحدود بين مملكة بروسيا ومملكة هولندا الموقعة في آخن في 26 يونيو 1816 وكليفز في 7 أكتوبر 1816.
- سجل عام أُعد بين مملكة هولندا ومملكة بروسيا بشأن خطوط الحدود، ووُقع عليه في إمريش، 23 سبتمبر 1818.
- معاهدة بين مملكة هولندا ومملكة بروسيا بشأن خط الحدود بين الدولتين في عدة نقاط بين مقاطعة ليمبورغ ومقاطعة آخن الموقعة في آخن في 11 ديسمبر 1868.
- صكوك بين مملكة هولندا ومملكة بروسيا بشأن إلغاء حق المراعي في الأراضي البور (قانون كومباسكي) الموقعة في مونستر، 30 أكتوبر 1823.
- اتفاقية إضافية بين مملكة هولندا ومملكة بروسيا لتعديل الحدود الجزئية على طول جيلديرلاند التي حددتها اتفاقية 30 أكتوبر 1823 وإلغاء حق المراعي في الأراضي البور، الموقع في 11 أبريل 1827.
- البروتوكول النهائي، مع المرفقات، بين مملكة هولندا ومملكة بروسيا يحدد الخط الحدودي بين Netterden و Vrasselt ؛ إمريش، وقعت في 23 يونيو 1843.
- اتفاقية بين مملكة هولندا ومملكة بروسيا لتحديد الخط الحدودي بين بلدية دينكسبيرلو الهولندية وبلدية سودرويك البروسية ؛ وقع في Dinxperlo في 12 أغسطس 1872.
- اتفاقية بين مملكة هولندا ومملكة بروسيا بشأن الخط الحدودي بين الدولتين في بلدية وينترزفيك الهولندية وبلدية بارلو البروسية، تم التوقيع عليها في وينترسفيك في 22 أغسطس 1879.
- اتفاقية بين مملكة هولندا ومملكة بروسيا لتحديد الحدود بين إيبيرجن وأميلو، تم توقيعها في إيبيرجين في 12 مايو 1880.
- اتفاقية بين مملكة هولندا ومملكة بروسيا لتعديل الحدود بين إيبرجن وأميلو، وقعت في بينثيم في 16 أغسطس 1883.
- اتفاقية بين مملكة هولندا ومملكة بروسيا لتحديد حدود الدولة عند القسم Buiten Aa الواقع بين حجري حدودي رقم 202 و 202a، والذي تم التخلي عنه وملؤه نتيجة البناء في هولندا أراضي Nieuwe Statenzijl (New State Dike-lock) الموقعة في Aurich / Groningen في 1 و 31 أغسطس 1882 ؛ مع إعلان إضافي في Aurich / Groningen في 27 أبريل و 29 مايو 1883.

### المعاهدات بين هانوفر وهولندا
تم تحديد المعاهدات مع هانوفر إلى حد كبير وتوفيرها لترسيم حدود الجزء الشمالي من الحدود بين ألمانيا وهولندا شمال لوسر . ومن بين الاتفاقيات والمعاهدات:
- معاهدة الحدود بين مملكة هانوفر ومملكة هولندا فيما يتعلق بمسار الحدود الموقعة في ميبن في 2 يوليو 1824.
- صك بين مملكة هولندا ومملكة هانوفر لتحديد حدود 12 سبتمبر 1825.
- تبادل الإعلانات بين حكومتي هانوفر وهولندا بشأن تحديد خط الحدود في دولارد، الموقعة في لاهاي وهانوفر في 14 و 19 مارس 1863.

### بروتوكول باريس 1949
بروتوكول باريس المؤرخ 22 مارس 1949 بعد الحرب العالمية الثانية، أجرت اللجنة 19 تغييرًا مؤقتًا في الحدود مما سمح لهولندا بضم أجزاء من الأراضي الألمانية يبلغ مجموعها 26 ميلًا مربعًا و 487 فدانًا. استند الضم إلى تقرير لجنة ترسيم الحدود الهولندية الألمانية، الموقع في لاهاي في 10 ديسمبر 1949. ضمت هولندا أجزاء من الأراضي الألمانية كجزء من تعويضات الحرب العالمية الثانية .
لمزيد من التفاصيل حول الضم، انظر الضم الهولندي للأراضي الألمانية بعد الحرب العالمية الثانية .

### معاهدات مع ألمانيا
بعد الحرب العالمية الثانية، تم التوقيع على المعاهدات التالية بين ألمانيا وهولندا:
- معاهدة بين مملكة هولندا وجمهورية ألمانيا الاتحادية بشأن مسار الحدود المشتركة، والمياه الحدودية، والممتلكات العقارية الواقعة بالقرب من الحدود، وحركة المرور العابرة للحدود على الأرض وعبر المياه الداخلية، ومسائل حدودية أخرى معروفة في باختصار "معاهدة الحدود"، الموقعة في لاهاي في 8 أبريل 1960.[3] نصت هذه المعاهدة، التي دخلت حيز التنفيذ في 10 يونيو 1963، على إعادة معظم الأراضي الألمانية التي ضمتها هولندا بموجب بروتوكول باريس لعام 1949، وبالتالي إنشاء الحدود البرية للبلدين القائمة حتى يومنا هذا.